# Claus Adolf Moser
Claus Adolf Moser, Baron Moser, né le 24 novembre 1922 à Berlin et mort le 4 septembre 2015 à Coire en Suisse , est un statisticien britannique, qui a enseigné à la London School of Economics et a dirigé de 1967 à 1978 le Bureau central des statistiques (en) du Royaume Uni ; il a eu de nombreuses fonctions académiques et publiques.

## Biographie
Claus Adolf Moser est né en 1922 à Berlin. Son père, Ernst (Ernest) Moser (1885–1957), est banquier, propriétaire de la banque „Ernst Moser & Co.“ à Berlin (fondée en 1902, liquidée en 1938) ; sa mère, Lotte Moser, née Goldberg, (1897–1976), est une musicienne amateur talentueuse. En 1936, Moser fuit l'Allemagne avec ses parents et son frère Heinz Peter August pour l'Angleterre. 
Il étudie à la Frensham Heights School et à la London School of Economics (LSE). Malgré son origine juive, il est interné en 1940 à Huyton en tant qu'étranger ennemi (de). Il est libéré au bout de quatre mois et sert ensuite de 1943 à 1946 dans la Royal Air Force.
À l'issue de la guerre, il est nommé assistant puis professeur junior de statistiques à la London School of Economics, de 1946 à 1955 ; il y occupe la chaire de statistiques sociales de 1955 à 1961 en tant que professeur non titulaire, puis de 1961 à 1970 en tant que professeur titulaire. Il reste fidèle à cette université de 1970 à 1975 en tant que professeur invité de statistiques sociales. 
Moser se vantait d'être un statisticien non mathématicien. Il expliquait que ce qui l'avait le plus effrayé dans sa vie était la demande lui ayant été faite par Maurice Kendall de donner un cours d'analyse de la variance à la LSE.
En 1965 il se porte candidat pour un poste au Bureau central des statistiques (en) ; sa candidature est refusée au motif qu'il est un ancien "Enemy Alien". Cela ne posa plus de problème en 1967 quand le Premier Ministre Harold Wilson le nomme directeur de cette administration : il occupe ce poste jusqu'en 1978. 
En 2001 il est nommé pair à vie avec le titre de « Baron Moser of Regent's Park in the London Borough of Camden » .

## Publications
- (en) « Quota sampling », Journal of the Royal Statistical Society, vol. 115, no 3,‎ 1952, p. 411-423.
- (en) Survey methods in social investigation, Londres, Heinemann, coll. « Heinemann books on sociology », 1958 (réimpr. 1967), 352 p..
- en collaboration avec Wolf Scott : (en) British towns : a statistical study of their social and economic differences, Londres, Oliver and Boyd, coll. « Centre for Urban Studies ; Report no.2 », 1961, 169 p..

## Fonctions honorifiques et distinctions
Moser a occupé un grand nombre de fonctions honorifiques : 
- 1967–1979, membre du Conseil d'administration de la Royal Academy of Music
- 1971–1983, Comité de Conseil Musical de la BBC
- 1972–1980, Fellow au Nuffield College, Oxford
- 1974–1987, président de la Royal Opera House, Covent Garden
- 1978–1984, directeur de Rothschild, 1978–1990 (vice-président)
- 1978–1980, président de la Royal Statistical Society
- 1979–1983, président de la Economist Intelligence Unit
- 1984–1993, directeur du Wadham College[3]
- 1986–2002, chancelier de l'Université de Keele
- 1988–2000, membre du Conseil d'administration de l'Orchestre Philharmonique de Londres
- 1989–1990, président de la British Science Association
- 1991–1993, vice chancelier de l'Université d'Oxford
- 1993–2003, président du British Museum Development Trust (plus tard : président d'honneur)
- 1994–2004,  chancelier de l'Université ouverte d'Israël

Distinctions :
- 1965 commandeur de l'Ordre de l'Empire britannique
- 1973 Knight Commander (de) de l'Ordre du Bain
- 1976 commandeur de l'Ordre national du Mérite
- 1985 Ordre du Mérite de la République fédérale d'Allemagne
- 1996 Albert-Medaille de la Royal Society of Arts

En 2011, Lord Moser of Regent's Park est distingué comme membre honoraire de la Zoological Society of London.

## Institution de recherche Claus Moser
En 1997 Moser a participé à la pose de la première pierre du Claus Moser Research Centre, une institution de recherche pour les sciences humaines et sociales à l'Université de Keele. Le bâtiment a ouvert officiellement en juin 2008.

## Sources
- (en) Muriel Nissel et Jeremy Isaacs, « Lord Moser obituary : Director of the Central Statistical Office who became chairman of the Royal Opera House », The Guardian,‎ 6 septembre 2015 (lire en ligne).
- (en) « Lord Moser – obituary: Statistician, economist, academic and champion of the arts and sciences who believed that all should benefit from high culture », Daily Telegraph,‎ 6 septembre 2015 (lire en ligne).